# 大山祇神社 (館林市高根町)
大山祇神社（おおやまづみじんじゃ）は、群馬県館林市の神社。

## 歴史
創建年代は不明だが、館林藩が編纂した幕末の地誌『封内経界図誌』に記載されていることから、そのころにはすでに存在していたものと推測される。
1910年（明治43年）の神社合祀により、近くの4社が合祀された。1921年（大正10年）に「神饌幣帛料供進神社」に指定された。
当社には、当地出身の大相撲力士高根山清次郎が1962年（昭和37年）に奉納したまわしを額装した額がある。

## 交通アクセス
- 多々良駅より徒歩28分。